# Alberto Canetta
Alberto Canetta (Milano, 28 agosto 1924 – Lugano, 24 maggio 1987) è stato un attore e regista svizzero.

## Biografia
Diplomatosi in ragioneria e pianoforte, inizia a lavorare nell'immediato dopoguerra nelle compagnie di Enzo Ferrieri (Rai-Milano), Renzo Ricci ed Eva Magni, Daniele D'Anza e Peppino De Filippo.
È poi attore presso la Radio Svizzera Italiana-RSI dal 1947, stabilmente dal 1953 alla morte.
Regista radiofonico dagli anni settanta (produttore dal 1973). Sue anche le regie di spettacoli pubblici della "Compagnia di Prosa" della RSI: Troilo e Cressida di Shakespeare (1976), Tartufo di Molière (1977, con Ave Ninchi).
Dal 1961 al 1966 anima la Compagnia Teatro La Cittadella. Tra il 1970 e il 1983 anima il "Gruppo studenti Scuole medie superiori" di Lugano, producendo spettacoli impegnativi con tournée nel Canton Ticino.
Nel 1975 frequenta per un mese il laboratorio di Jerzy Grotowski in Polonia, esperienza che segnerà profondamente il suo lavoro registico, spingendolo ad una sintesi tra teatro povero e teatro di poesia.
Nel 1980 dirige Sacra Terra del Ticino, testo patriottico di Guido Calgari e Giovan Battista Mantegazzi, rielaborato con centinaia di figuranti, coro e complesso strumentale (diretto da Pietro Damiani) al Palazzo dei Congressi di Lugano.
Con la compagnia RSI dirige in seguito al Teatro Kursaal (Lugano): Il Distratto di Jean-François Regnard (1982) e Pelléas e Mélisande di Maurice Maeterlinck (1983), con musiche dirette da Luca Pfaff.
Nel 1984 fonda il Teatro la Maschera, nei sotterranei del Palazzo dei Congressi, con regie di classici come Il giardino dei ciliegi di Cechov (1985); Riccardo III di Shakespeare (1985, traduzione inedita di Roberto Sanesi), El nost Milan di Bertolazzi (1986), Il processo da Kafka (1986, riduzione di Giovanni Strano). Nel 1985 dirige Assunta Spina di Salvatore Di Giacomo, con un gruppo di carcerati. L'ultima sua regia (1987), nella Cattedrale di Lugano, è La leggenda di Ognuno di Hugo von Hofmannsthal, con Franco Graziosi protagonista. 